# Club Atlético Boca Juniors 2017-2018
Questa voce raccoglie le informazioni riguardanti il Boca Juniors nelle competizioni ufficiali della stagione 2017-2018.

## Stagione

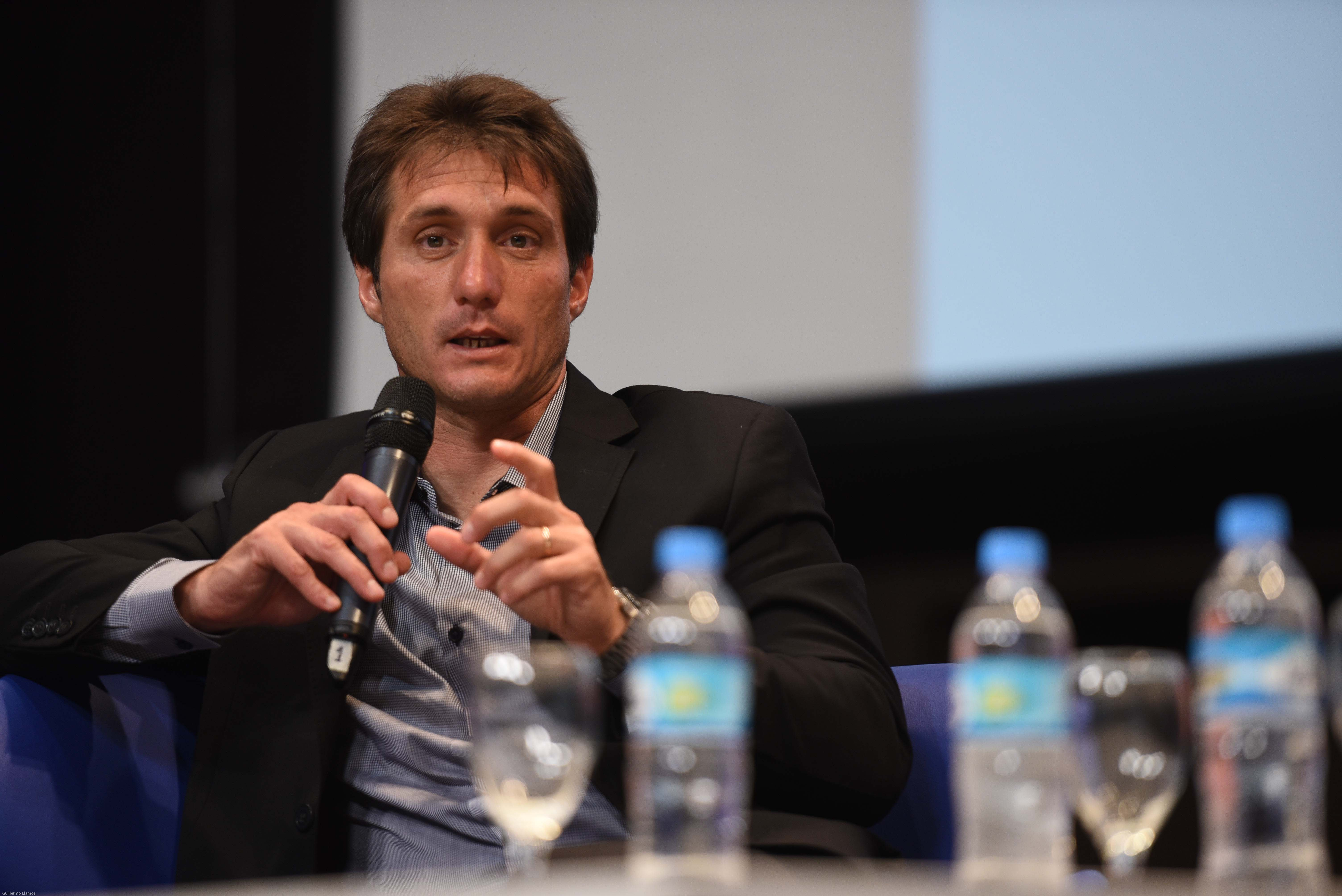
Guillermo Barros Schelotto, bandiera del Boca Juniors di Carlos Bianchi ed ora allenatore degli Xeneizes.

Il 9 maggio 2018 conquista, con un turno d'anticipo, la Superliga per la seconda volta consecutiva, grazie al 2-2 sul campo del Gimnasia La Plata: è la ventisettesima affermazione nella storia del campionato argentino.

## Maglie e sponsor
Il fornitore tecnico per la stagione 2017-2018 è Nike, mentre lo sponsor ufficiale è BBVA.
| 1ª divisa | 2ª divisa |

## Organigramma societario
Come riportato nel sito ufficiale:
Commissione direttiva
- Presidente: Daniel Angelici
- Vice presidente: Rodolfo Ferrari, Horacio Paolini, Dario Richarte
- Segretario generale: Christian Gribaudo
- Vice segretario generale: Carlo Aguas
- Sindaco: Pedro Orgambide
- Tesoriere: Mathias Ahumada
- Vice tesoriere: Diego Lajst

Commissione fiscale
- Presidente: Jorge Miguel Mayora
- Segretario: Murat Nakas

Tribunale disciplinare
- Presidente: Oscar Antonio Ciruzzi
- Segretario: Candido Jorge Vidales

Area tecnica
- Allenatore: Guillermo Barros Schelotto
- Aiutanti di campo: Gustavo Barros Schelotto, Ariel Pereyra
- Preparatore dei portieri: Juan José Romero
- Preparatore atletico: Javier Valdecantos
- Vice preparatore atletico: Pablo Matallanas

Area sanitaria
- Medici: Jorge Batista, Pablo Ortega Gallo, Gerardo Godoy
- Fisioterapisti: Leonardo Betchakian, Sergio Brozzi
- Psicologa: Mara Villoslada
- Massaggiatori: Carlos Cappella, Pablo Rodríguez
- Collaboratori: Cristian Ale Salem, Mario Benetti, Ariel Critelli

## Rosa
Aggiornata al 8 febbraio 2018.
| N. |                      | Ruolo | Calciatore               |
| -- | -------------------- | ----- | ------------------------ |
| 2  | Argentina (bandiera) | D     | Paolo Goltz              |
| 3  | Argentina (bandiera) | D     | Emanuel Más              |
| 4  | Argentina (bandiera) | D     | Gino Peruzzi             |
| 5  | Argentina (bandiera) | C     | Fernando Gago (capitano) |
| 6  | Argentina (bandiera) | D     | Lisandro Magallán        |
| 7  | Argentina (bandiera) | A     | Cristian Pavón           |
| 8  | Argentina (bandiera) | C     | Pablo Pérez              |
| 9  | Argentina (bandiera) | A     | Darío Benedetto          |
| 10 | Colombia (bandiera)  | C     | Edwin Cardona            |
| 11 | Argentina (bandiera) | A     | Cristian Espinoza        |
| 12 | Argentina (bandiera) | P     | Agustín Rossi            |
| 14 | Colombia (bandiera)  | C     | Sebastián Pérez          |
| 15 | Uruguay (bandiera)   | C     | Nahitan Nández           |
| 16 | Colombia (bandiera)  | C     | Wílmar Barrios           |
| 17 | Argentina (bandiera) | A     | Ramón Ábila              |
| 18 | Colombia (bandiera)  | D     | Frank Fabra              |

| N. |                      | Ruolo | Calciatore       |
| -- | -------------------- | ----- | ---------------- |
| 19 | Argentina (bandiera) | A     | Walter Bou       |
| 20 | Argentina (bandiera) | C     | Gonzalo Maroni   |
| 21 | Argentina (bandiera) | D     | Agustin Heredia  |
| 22 | Argentina (bandiera) | A     | Oscar Benítez    |
| 23 | Argentina (bandiera) | P     | Javier Bustillos |
| 24 | Argentina (bandiera) | D     | Julio Buffarini  |
| 25 | Argentina (bandiera) | D     | Juan Insaurralde |
| 26 | Argentina (bandiera) | D     | Leonardo Jara    |
| 27 | Argentina (bandiera) | D     | Santiago Vergini |
| 28 | Argentina (bandiera) | P     | Manuel Roffo     |
| 30 | Argentina (bandiera) | C     | Emanuel Reynoso  |
| 31 | Argentina (bandiera) | P     | Guillermo Sara   |
| 32 | Argentina (bandiera) | A     | Carlos Tévez     |
| 33 | Argentina (bandiera) | C     | Gonzalo Lamardo  |
| 34 | Argentina (bandiera) | A     | Guido Vadalá     |
| 40 | Argentina (bandiera) | C     | Julián Chicco    |

## Calciomercato
Aggiornato al 8 febbraio 2018.

### Sessione estiva
| Acquisti | Acquisti             | Acquisti         | Acquisti                                |
| R.       | Nome                 | da               | Modalità                                |
| -------- | -------------------- | ---------------- | --------------------------------------- |
| D        | Leandro Marín        | Arsenal Sarandí  | fine prestito                           |
| A        | Andrés Chávez        | San Paolo        | fine prestito                           |
| C        | Nicolás Colazo       | Melbourne City   | fine prestito                           |
| C        | Marcelo Meli         | Sporting Lisbona | fine prestito (sessione invernale 2017) |
| C        | Adrián Cubas         | Pescara          | fine prestito                           |
| C        | Franco Cristaldo     | Rayo Vallecano   | fine prestito                           |
| D        | Fernando Evangelista | Atl. Tucumán     | fine prestito                           |
| A        | Edwin Cardona        | Monterrey        | prestito                                |
| A        | Cristian Espinoza    | Villarreal       | prestito                                |
| A        | Ramón Ábila          | Cruzeiro         | definitivo                              |
| D        | Paolo Goltz          | América          | definitivo                              |
| C        | Nahitan Nández       | Peñarol          | definitivo                              |

| Cessioni | Cessioni          | Cessioni           | Cessioni      |
| R.       | Nome              | a                  | Modalità      |
| -------- | ----------------- | ------------------ | ------------- |
| D        | Fernando Tobio    | Palmeiras          | fine prestito |
| A        | Ricardo Centurión | San Paolo          | fine prestito |
| P        | Axel Werner       | Atlético Madrid    | fine prestito |
| D        | Jonathan Silva    | Sporting Lisbona   | fine prestito |
| C        | Franco Cristaldo  | Defensa y Justicia | prestito      |
| C        | Nicolás Colazo    | Gimnasia (LP)      | prestito      |
| A        | Nazareno Solís    | Huracán            | prestito      |
| A        | Ramón Ábila       | Huracán            | prestito      |
| C        | Adrián Cubas      | Defensa y Justicia | prestito      |
| D        | Leandro Marín     | Losanna            | definitivo    |
| C        | Fernando Zuqui    | Estudiantes (LP)   | definitivo    |
| A        | Andrés Chávez     | Panathīnaïkos      | definitivo    |
| C        | Rodrigo Bentancur | Juventus           | definitivo    |

### Sessione invernale
| Acquisti         | Acquisti           | Acquisti                | Acquisti                                |
| R.               | Nome               | da                      | Modalità                                |
| ---------------- | ------------------ | ----------------------- | --------------------------------------- |
| A                | Ramón Ábila        | Huracán                 | fine prestito                           |
| C                | Gonzalo Castellani | Defensa y Justicia      | fine prestito (sessione invernale 2017) |
| A                | Carlos Tévez       | Shanghai Greenland      | definitivo                              |
| C                | Emanuel Reynoso    | Talleres (C)            | definitivo                              |
| D                | Julio Buffarini    | San Paolo               | definitivo                              |
| D                | Emanuel Más        | Trabzonspor             | definitivo                              |
| Altre operazioni |                    |                         |                                         |
| R.               | Nome               | da                      | Modalità                                |
| C                | Gonzalo Maroni     | Boca Júnior (Primavera) | aggregazione in prima squadra           |
| A                | Agustín Bouzat     | Boca Júnior (Primavera) | aggregazione in prima squadra           |

| Cessioni | Cessioni             | Cessioni          | Cessioni   |
| R.       | Nome                 | a                 | Modalità   |
| -------- | -------------------- | ----------------- | ---------- |
| D        | Gino Peruzzi         | Nacional          | prestito   |
| D        | Fernando Evangelista | Newell's Old Boys | definitivo |
| D        | Juan Insaurralde     | Colo-Colo         | definitivo |
| C        | Gonzalo Castellani   | Atlético Nacional | definitivo |
| A        | Agustín Bouzat       | Vélez Sarsfield   | definitivo |

## Risultati

### Primera División
| Arbitro: | Pitana |

|                                                |           |  |
| 8’ Benedetto 42’ P. Pérez 85’ (rig.) Benedetto | Marcatori |  |

| Arbitro: | Echenique |

|  |           |               |
|  | Marcatori | Benedetto 84’ |

| Arbitro: | Delfino |

|                                       |           |             |
| 20’ 39’ P. Pérez 68’ Pavón 85’ Nández | Marcatori | Galeano 12’ |

| Arbitro: | Espinoza |

|  |           |                                                            |
|  | Marcatori | 15’ Benedetto 51’ Benedetto 63’ (aut.) Domínguez 86’ Fabra |

| Arbitro: | Pitana |

|          |           |  |
| Pavón 3’ | Marcatori |  |

| Arbitro: | Tello |

|  |           |                         |
|  | Marcatori | Pavón 50’ Benedetto 80’ |

| Arbitro: | Trucco |

|                                                           |           |  |
| 15’ (aut.) Acosta 43’ Cardona 63’ Benedetto 78’ Benedetto | Marcatori |  |

| Arbitro: | Pitana |

|            |           |                        |
| 69’ Ponzio | Marcatori | Cardona 42’ Nández 73’ |

| Arbitro: | Herrera |

|                      |           |                         |
| 41’ (rig.) Benedetto | Marcatori | Martínez 37’ Solari 54’ |

| Arbitro: | Loustau |

|          |           |  |
| 4’ Ruben | Marcatori |  |

| Arbitro: | Tello |

|                          |           |  |
| 35’ Vadalá 90+2’ Cardona | Marcatori |  |

| Arbitro: | Espinoza |

|  |           |             |
|  | Marcatori | Barrios 76’ |

| Arbitro: | Beligoy |

|                     |           |  |
| 3’ Pavón 65’ Nández | Marcatori |  |

| Arbitro: | Trucco |

|          |           |           |
| 4’ Botta | Marcatori | Tévez 15’ |

| Arbitro: | Penel |

|           |           |  |
| 60’ Fabra | Marcatori |  |

| Arbitro: | Vigliano |

|  |           |          |
|  | Marcatori | Tévez 3’ |

| Arbitro: | Abal |

|                                        |           |                            |
| 4’ Tévez 9’ Pavón 68’ Nández 89’ Ábila | Marcatori | Fernández 13’ Spinelli 87’ |

| Arbitro: | Merlos |

|                                  |           |  |
| 9’ A. Mac Allister 64’ Batallini | Marcatori |  |

| Arbitro: | Delfino |

|                               |           |           |
| 74’ (rig.) Cardona 90+5’ Jara | Marcatori | Acuña 89’ |

| Arbitro: | Herrera |

|            |           |           |
| 32’ Toledo | Marcatori | Bou 90+1’ |

| Arbitro: | Beligoy |

|                     |           |              |
| 28’ Bou 90+2’ Pérez | Marcatori | Quintana 45’ |

| Arbitro: | Rapallini |

|                  |           |                        |
| 32’ (aut.) Gissi | Marcatori | Márquez 5’ Márquez 76’ |

| Arbitro: | Penel |

|             |           |  |
| 56’ Benítez | Marcatori |  |

| Arbitro: | Pompei |

|                               |           |             |
| 27’ Ábila 38’ Ábila 59’ Pavón | Marcatori | Fértoli 39’ |

| Arbitro: | Tello |

|                       |           |                     |
| Colazo 33’ Alemán 81’ | Marcatori | 12’ Pérez 57’ Ábila |

| Arbitro: | Delfino |

|                     |           |  |
| 78’ Ábila 88’ Ábila | Marcatori |  |

| Arbitro: | Rapallini |

|                                    |           |                             |
| 5’ Pussetto 64’ Mendoza 72’ Chávez | Marcatori | Mas 32’ Bou 34’ Benítez 43’ |

### Supercoppa Argentina
| Arbitro: | Loustau |

|  |           |                                |
|  | Marcatori | Martínez 18’ (rig.) Scocco 70’ |

### Coppa Argentina
| Arbitro: | Echavarría |

|                                                             |           |  |
| 32’ Pérez 38’ Cardona 50’ Fabra 77’ Benedetto 87’ Benedetto | Marcatori |  |

| Arbitro: | Tello |

|  |           |                      |
|  | Marcatori | Benedetto 60’ (rig.) |

| Arbitro: | Rapallini |

|              |           |  |
| 26’ Martínez | Marcatori |  |

### Coppa Libertadores

#### Fase a gruppi - Gruppo B
Nel gruppo del Boca Juniors sono presenti Palmeiras, Alianza Lima e il Junior Baranquilla
| Lima (Perù) 1 marzo 2018, ore 1:30 UTC-3 1ª giornata | Alianza Lima | 0 – 0 referto | Boca Juniors | Estadio Nacional\| Arbitro: \| Fedorczuk \| |
| Arbitro:                                             | Fedorczuk    |               |              |                                             |

| Arbitro: | Mereles |

|           |           |  |
| 27’ Pavón | Marcatori |  |

| Arbitro: | Cunha |

|          |           |             |
| 90’ Keno | Marcatori | Tévez 90+2’ |

| Arbitro: | Tobar |

|  |           |                   |
|  | Marcatori | Keno 40’ Lima 67’ |

| Arbitro: | Zambrano Olmedo |

|          |           |                 |
| 32’ Ruiz | Marcatori | Ruiz 50’ (aut.) |

| Buenos Aires 16 maggio 2018, ore 1:45 UTC-3 6ª giornata                               | Boca Juniors | 5 – 0 referto | Alianza Lima | La Bombonera |
| \| \| \| \| \| 11’ Cardona 19’ Fabra 34’ Ábila 41’ Ábila 54’ Tévez \| Marcatori \| \| |              |               |              |              |
|                                                                                       |              |               |              |              |
| 11’ Cardona 19’ Fabra 34’ Ábila 41’ Ábila 54’ Tévez                                   | Marcatori    |               |              |              |

## Statistiche
Statistiche aggiornate al 28 aprile 2018.

### Statistiche di squadra
| Competizione              | Punti | In casa | In casa | In casa | In casa | In casa | In casa | In trasferta | In trasferta | In trasferta | In trasferta | In trasferta | In trasferta | Totale | Totale | Totale | Totale | Totale | Totale | DR  |
| Competizione              | Punti | G       | V       | N       | P       | Gf      | Gs      | G            | V            | N            | P            | Gf           | Gs           | G      | V      | N      | P      | Gf     | Gs     | DR  |
| ------------------------- | ----- | ------- | ------- | ------- | ------- | ------- | ------- | ------------ | ------------ | ------------ | ------------ | ------------ | ------------ | ------ | ------ | ------ | ------ | ------ | ------ | --- |
| Primera División          | 57    | 14      | 12      | 0       | 2       | 32      | 10      | 12           | 6            | 3            | 3            | 15           | 9            | 26     | 18     | 3      | 5      | 47     | 19     | +28 |
| Coppa Argentina 2017-2018 | 6     | 1       | 1       | 0       | 0       | 5       | 0       | 2            | 1            | 0            | 1            | 1            | 1            | 3      | 2      | 0      | 1      | 6      | 1      | +5  |
| Supercopa Argentina 2017  | 1     | 1       | 0       | 0       | 1       | 1       | 2       | -            | -            | -            | -            | -            | -            | 1      | 1      | 0      | 0      | 1      | 1      | +2  |
| Coppa Libertadores 2018   | 10    | 3       | 2       | 0       | 1       | 1       | 2       | 3            | 0            | 3            | 0            | 2            | 3            | 5      | 1      | 3      | 1      | 3      | 4      | -1  |
| Totale                    | 74    | 19      | 15      | 0       | 4       | 44      | 14      | 17           | 7            | 6            | 4            | 18           | 12           | 36     | 23     | 6      | 7      | 62     | 25     | +37 |

### Andamento in campionato
| Giornata  | 1 | 2 | 3 | 4 | 5 | 6 | 7 | 8 | 9 | 10 | 11 | 12 | 13 | 14 | 15 | 16 | 17 | 18 | 19 | 20 | 21 | 22 | 23 | 24 | 25 | 26 | 27 |
| --------- | - | - | - | - | - | - | - | - | - | -- | -- | -- | -- | -- | -- | -- | -- | -- | -- | -- | -- | -- | -- | -- | -- | -- | -- |
| Luogo     | C | T | C | T | C | T | C | T | C | T  | C  | T  | C  | T  | C  | T  | C  | T  | C  | T  | C  | C  | T  | C  | T  | C  | T  |
| Risultato | V | V | V | V | V | V | V | V | P | P  | V  | V  | V  | N  | V  | V  | V  | P  | V  | N  | V  | P  | P  | V  | N  | V  | N  |
| Posizione | 1 | 1 | 1 | 1 | 1 | 1 | 1 | 1 | 1 | 1  | 1  | 1  | 1  | 1  | 1  | 1  | 1  | 1  | 1  | 1  | 1  | 1  | 1  | 1  | 1  | 1  | 1  |

Fonte:  Primera División, su calcio.com.
Legenda:

Luogo: C = Casa; T = Trasferta. Risultato: V = Vittoria; N = Pareggio; P = Sconfitta.

### Statistiche dei giocatori
| Giocatore      | Primera División | Primera División | Primera División | Primera División | Coppa Argentina | Coppa Argentina | Coppa Argentina | Coppa Argentina | Coppa Libertadores | Coppa Libertadores | Coppa Libertadores | Coppa Libertadores | Supercoppa Argentina | Supercoppa Argentina | Supercoppa Argentina | Supercoppa Argentina | Totale   | Totale | Totale      | Totale     |
| Giocatore      | Presenze         | Reti             | Ammonizioni      | Espulsioni       | Presenze        | Reti            | Ammonizioni     | Espulsioni      | Presenze           | Reti               | Ammonizioni        | Espulsioni         | Presenze             | Reti                 | Ammonizioni          | Espulsioni           | Presenze | Reti   | Ammonizioni | Espulsioni |
| -------------- | ---------------- | ---------------- | ---------------- | ---------------- | --------------- | --------------- | --------------- | --------------- | ------------------ | ------------------ | ------------------ | ------------------ | -------------------- | -------------------- | -------------------- | -------------------- | -------- | ------ | ----------- | ---------- |
| R. Ábila       | 10               | 5                | 1                | 0                | 0               | 0               | 0               | 0               | 4                  | 2                  | 1                  | 0                  | 1                    | 0                    | 0                    | 0                    | 15       | 7      | 2           | 0          |
| A. Almendra    | 3                | 0                | 1                | 0                | 0               | 0               | 0               | 0               | 0                  | 0                  | 0                  | 0                  | 0                    | 0                    | 0                    | 0                    | 3        | 0      | 1           | 0          |
| W. Barrios     | 23               | 1                | 6                | 0                | 3               | 0               | 1               | 0               | 4                  | 0                  | 1                  | 0                  | 1                    | 0                    | 1                    | 0                    | 31       | 1      | 9           | 0          |
| D. Benedetto   | 9                | 9                | 3                | 0                | 3               | 3               | 1               | 0               | 0                  | 0                  | 0                  | 0                  | 0                    | 0                    | 0                    | 0                    | 12       | 12     | 4           | 0          |
| O. Benítez     | 13               | 1                | 1                | 0                | 1               | 0               | 0               | 0               | 0                  | 0                  | 0                  | 0                  | 0                    | 0                    | 0                    | 0                    | 14       | 1      | 1           | 0          |
| W. Bou         | 16               | 3                | 0                | 0                | 2               | 0               | 0               | 0               | 3                  | 0                  | 0                  | 0                  | 0                    | 0                    | 0                    | 0                    | 21       | 3      | 0           | 0          |
| A. Bouzat      | 3                | 0                | 0                | 0                | 2               | 0               | 0               | 0               | 0                  | 0                  | 0                  | 0                  | 0                    | 0                    | 0                    | 0                    | 5        | 0      | 0           | 0          |
| J. Buffarini   | 11               | 0                | 4                | 0                | 0               | 0               | 0               | 0               | 4                  | 0                  | 0                  | 0                  | 0                    | 0                    | 0                    | 0                    | 15       | 0      | 4           | 0          |
| J. Bustillos   | 0                | 0                | 0                | 0                | 0               | 0               | 0               | 0               | 0                  | 0                  | 0                  | 0                  | 0                    | 0                    | 0                    | 0                    | 0        | 0      | 0           | 0          |
| E. Cardona     | 19               | 4                | 6                | 2                | 3               | 1               | 0               | 0               | 5                  | 1                  | 0                  | 0                  | 1                    | 0                    | 0                    | 0                    | 28       | 6      | 6           | 2          |
| J. Chicco      | 3                | 0                | 1                | 0                | 0               | 0               | 0               | 0               | 0                  | 0                  | 0                  | 0                  | 0                    | 0                    | 0                    | 0                    | 3        | 0      | 1           | 0          |
| C. Espinoza    | 11               | 0                | 1                | 0                | 1               | 0               | 0               | 0               | 2                  | 0                  | 0                  | 0                  | 0                    | 0                    | 0                    | 0                    | 14       | 0      | 1           | 0          |
| F. Evangelista | 1                | 0                | 1                | 0                | 2               | 0               | 0               | 0               | 0                  | 0                  | 0                  | 0                  | 0                    | 0                    | 0                    | 0                    | 3        | 0      | 1           | 0          |
| F. Fabra       | 22               | 2                | 6                | 0                | 2               | 1               | 0               | 0               | 4                  | 1                  | 1                  | 0                  | 1                    | 0                    | 1                    | 0                    | 29       | 4      | 8           | 0          |
| F. Gago        | 6                | 0                | 0                | 0                | 3               | 0               | 0               | 0               | 1                  | 0                  | 0                  | 0                  | 0                    | 0                    | 0                    | 0                    | 10       | 0      | 0           | 0          |
| P. Goltz       | 19               | 0                | 0                | 1                | 3               | 0               | 0               | 0               | 2                  | 0                  | 1                  | 0                  | 1                    | 0                    | 0                    | 0                    | 25       | 0      | 1           | 1          |
| G. Goñi        | 1                | 0                | 0                | 0                | 0               | 0               | 0               | 0               | 0                  | 0                  | 0                  | 0                  | 0                    | 0                    | 0                    | 0                    | 1        | 0      | 0           | 0          |
| A. Heredia     | 2                | 0                | 2                | 0                | 0               | 0               | 0               | 0               | 1                  | 0                  | 0                  | 0                  | 0                    | 0                    | 0                    | 0                    | 3        | 0      | 2           | 0          |
| J. Insaurralde | 1                | 0                | 0                | 0                | 0               | 0               | 0               | 0               | 0                  | 0                  | 0                  | 0                  | 0                    | 0                    | 0                    | 0                    | 1        | 0      | 0           | 0          |
| L. Jara        | 21               | 1                | 2                | 0                | 2               | 0               | 0               | 0               | 6                  | 0                  | 0                  | 0                  | 1                    | 0                    | 0                    | 0                    | 30       | 1      | 2           | 0          |
| G. Lamardo     | 1                | 0                | 0                | 0                | 0               | 0               | 0               | 0               | 0                  | 0                  | 0                  | 0                  | 0                    | 0                    | 0                    | 0                    | 1        | 0      | 0           | 0          |
| L. Magallán    | 24               | 0                | 0                | 0                | 3               | 0               | 1               | 0               | 5                  | 0                  | 2                  | 0                  | 1                    | 0                    | 0                    | 0                    | 33       | 0      | 3           | 0          |
| G. Maroni      | 6                | 0                | 0                | 0                | 0               | 0               | 0               | 0               | 0                  | 0                  | 0                  | 0                  | 0                    | 0                    | 0                    | 0                    | 6        | 0      | 0           | 0          |
| E. Más         | 5                | 1                | 1                | 0                | 0               | 0               | 0               | 0               | 0                  | 0                  | 0                  | 0                  | 0                    | 0                    | 0                    | 0                    | 5        | 1      | 1           | 0          |
| N. Nández      | 23               | 4                | 5                | 0                | 2               | 0               | 0               | 0               | 3                  | 0                  | 1                  | 0                  | 1                    | 0                    | 1                    | 0                    | 29       | 4      | 7           | 0          |
| C. Pavón       | 25               | 6                | 3                | 0                | 3               | 0               | 0               | 0               | 6                  | 1                  | 0                  | 0                  | 1                    | 0                    | 0                    | 0                    | 35       | 7      | 3           | 0          |
| G. Peruzzi     | 6                | 0                | 2                | 0                | 1               | 0               | 1               | 0               | 0                  | 0                  | 0                  | 0                  | 0                    | 0                    | 0                    | 0                    | 7        | 0      | 3           | 0          |
| P. Pérez       | 18               | 4                | 10               | 1                | 3               | 0               | 1               | 0               | 5                  | 0                  | 2                  | 0                  | 1                    | 0                    | 1                    | 0                    | 27       | 4      | 14          | 1          |
| S. Pérez       | 2                | 0                | 1                | 0                | 0               | 0               | 0               | 0               | 2                  | 0                  | 0                  | 0                  | 0                    | 0                    | 0                    | 0                    | 4        | 0      | 1           | 0          |
| E. Reynoso     | 11               | 0                | 1                | 0                | 0               | 0               | 0               | 0               | 5                  | 0                  | 0                  | 0                  | 0                    | 0                    | 0                    | 0                    | 16       | 0      | 1           | 0          |
| M. Roffo       | 0                | 0                | 0                | 0                | 0               | 0               | 0               | 0               | 0                  | 0                  | 0                  | 0                  | 0                    | 0                    | 0                    | 0                    | 0        | 0      | 0           | 0          |
| A. Rossi       | 25               | -16              | 0                | 0                | 1               | 0               | 0               | 0               | 6                  | -4                 | 0                  | 0                  | 1                    | 0                    | 0                    | 0                    | 33       | -20    | 0           | 0          |
| G. Sara        | 1                | -3               | 0                | 0                | 2               | -1              | 0               | 0               | 0                  | 0                  | 0                  | 0                  | 0                    | 0                    | 0                    | 0                    | 3        | -4     | 0           | 0          |
| C. Tévez       | 10               | 3                | 0                | 0                | 0               | 0               | 0               | 0               | 5                  | 2                  | 0                  | 0                  | 1                    | 0                    | 1                    | 0                    | 16       | 5      | 1           | 0          |
| G. Vadalá      | 4                | 1                | 1                | 0                | 0               | 0               | 0               | 0               | 0                  | 0                  | 0                  | 0                  | 0                    | 0                    | 0                    | 0                    | 4        | 1      | 1           | 0          |
| S. Vergini     | 7                | 0                | 3                | 0                | 0               | 0               | 0               | 0               | 5                  | 0                  | 2                  | 0                  | 0                    | 0                    | 0                    | 0                    | 12       | 0      | 5           | 0          |